# Pilea leptocardia
Pilea leptocardia är en nässelväxtart som beskrevs av Ignatz Urban. Pilea leptocardia ingår i släktet pileor, och familjen nässelväxter. Inga underarter finns listade i Catalogue of Life.